# Церковь Сурб Аствацацин (Большие Салы)
Церковь Сурб Аствацацин — храм в селе Большие Салы в Ростовской области Мясниковского района. Относится к Армянской апостольской церкви. Ново-Нахичеванская и Российская Епархия Армянской Апостольской Церкви.
Адрес: Ростовская область, Мясниковский район, село Большие Салы, ул. Ленина.

## История
Согласно указу императрицы Екатерины Второй от 9 марта 1778 года, касающегося переселению армян на Дон, им разрешалось строительство церквей и проведение в них обрядов по национальным законам и обычаям, подчиняясь только Эчмиадзинскому католикосу — Верховному патриарху всех армян. Переехав на новые земли, армяне начали возводить церкви.
В 1848 году прихожане села Большие Салы решили построить кирпичную церковь. В 1860 году началось её строительство. В 1867 году церковь была построена. Проект церкви в Больших Салах был сделан Таганрогским архитектором Николаем Муратовым. Проект церкви утвердил Католикос всех армян Нерсесом V (1843—1857) в середине пятидесятых годов девятнадцатого столетия. После его смерти содействие строительству оказывал Католикос Матевос I (1858—1865). После окончания строительства в 1867 году Католикос Геворк IV (1866—1882) освятил церковь.
В 1938 году церковь была закрыта, часть её имущества продавали через местный магазин.

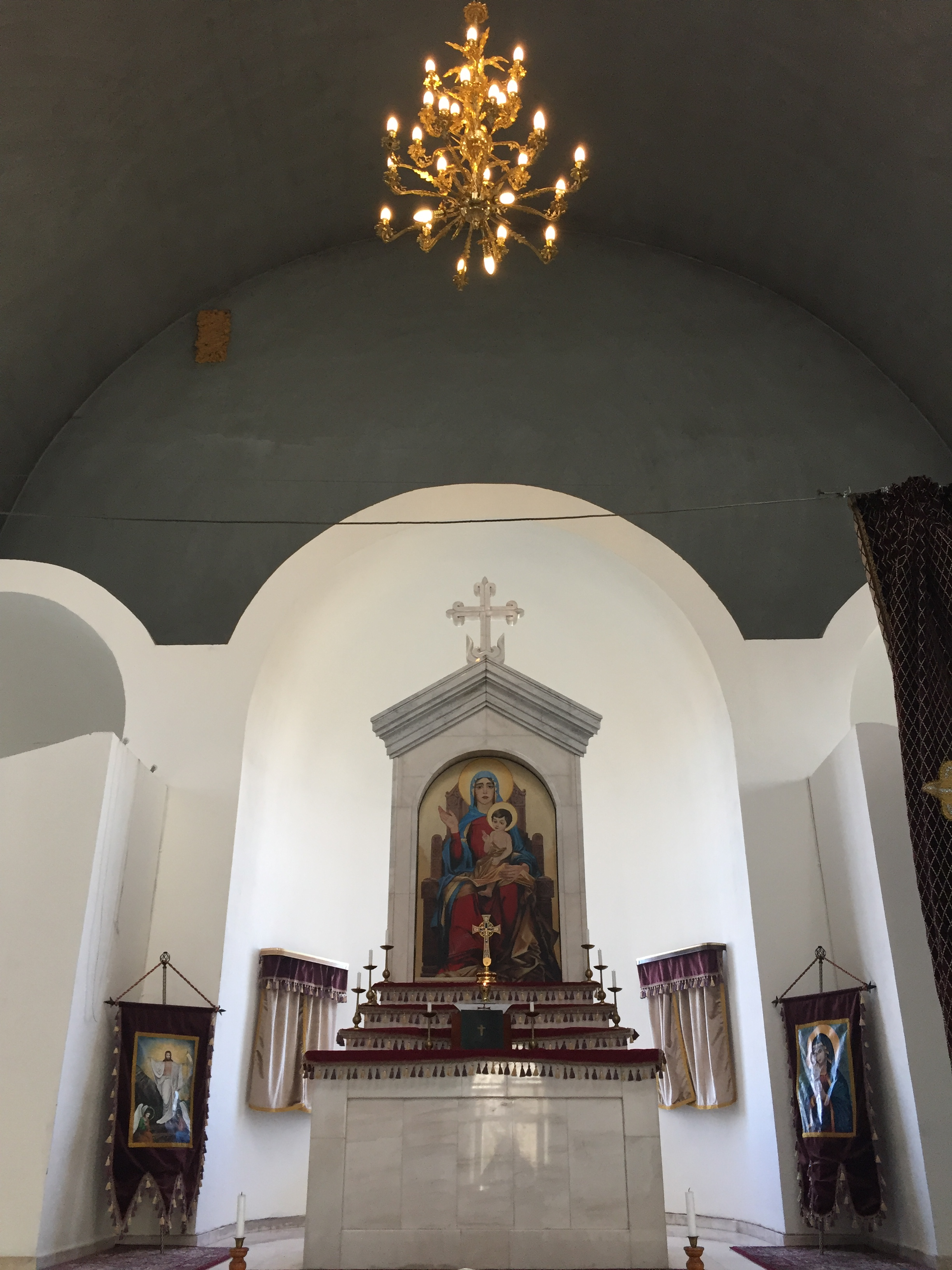
Внутри храма

В годы Великой Отечественной войны церковь сильно пострадала, а её здание колхоз использовал под зернохранилище.
К концу войны в 1945 году церковь вновь стала действующей. В селе 3 мая 2001 года была зарегистрирована религиозная организация — «Церковь Сурб Аствацацин». В этом же году началось восстановление здания церкви, к 2003 году был восстановлен купол и часть стены церкви. Прихожане нашли и вернули в храм частично утерянные после войны Образа Святых и кое-какую церковную утварь.

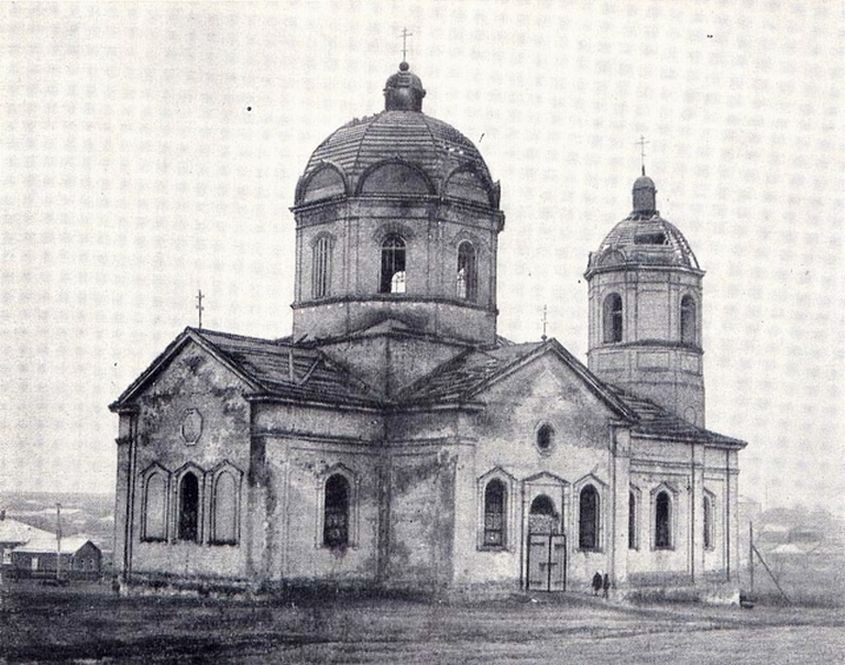
Церковь между 1925 и 1941 годами

В 2008 году церковь Сурб Аствацацин была полностью восстановлена. 7 сентября этого года Верховный патриарх и Католикос всех армян Гарегин II освятил церковь.
В это время был освящен привезенный из Армении Хачкар — крест-камень, символ армянской духовности и связи с исторической Родиной. Камень установили недалеко от храма в честь русско-армянской дружбы. 
26 сентября 2011 года в селе была увековечена память жертв репрессированных священнослужителей храма и учителей приходской школы церкви Сурб Аствацацин. В селе им был воздвигнут мемориальный памятник — крест.
В последнее воскресенье августа, в день Успения Пресвятой Богородицы, храм Сурб Аствацацин отмечает престольный праздник.

## Архитектура
Особенностью архитектуры здания церкви является отсутствие портиков перед северным и южным фасадами, как и выступающей на восточном фасаде алтарной апсиды. Вместо неё в стене этой части устроены три экседры, средняя из которых служила алтарем. На фасаде это место отмечено строенными наличниками: средний над оконным проемом, боковые — над плоскими нишами.
Экседры храма напоминают восточные части интерьеров двухапсидных базилик XII—XIII веков в Армении. В боковых же экседрах церкви Аствацацин отсутствуют окна, что предполагает не богослужебную, а художественную функцию этих архитектурных элементов.
Удлиненный западный рукав храма придает зданию форму греческого креста. На западной стене интерьера находились неширокие деревянные хоры, отсутствующие на сегодняшний день. Интерьер церкви в свое время был расписан фресками, которые на сегодняшний день утрачены.
Колокольня своими размерами и высотой подчинена объёму церкви. Это придает куполу храма главенствующее во внешнем облике сооружения значение. Грани барабанов куполов, внутри круглых, внешне восьмигранных, оканчиваются люнетами, которые напоминают кокошники на фасадах русских храмов. Оконные наличники имеют опирающиеся на колонки двускатные карнизики, образующие щипец над приподнятым арочным проёмом.